# کومازاوا بانزان
کومازاوا بانزان (به ژاپنی: 熊沢 蕃山 Kumazawa Banzan); ۱ ژانویهٔ ۱۶۱۹ – ۹ سپتامبر ۱۶۹۱) فیلسوف اهل ژاپن بود.